# Reinbek

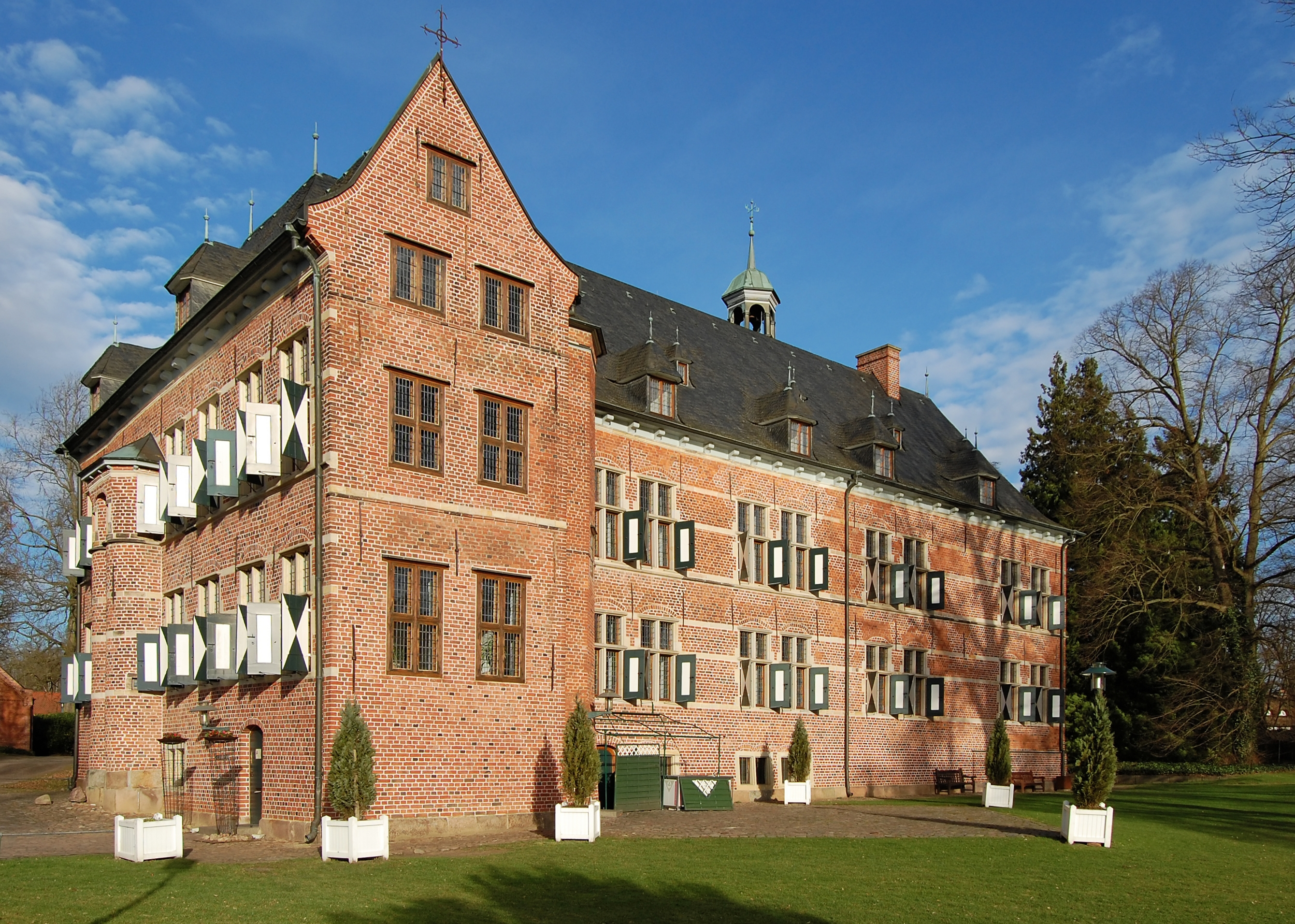
Castle of Reinbek

Reinbek là một thị xã ở huyện Stormarn, bang Schleswig-Holstein, Đức. Thị xã có các tuyến xa lộ A1, A24 và Bundesstraße 5 chạy qua.
Reinbek được đề cập lần đầu vào năm 1226. Thị xã nằm bên sông Bille, sông được đập ngăn tạo hồ.

## Thành phố kết nghĩa
- Täby, Thuỵ Điển, từ 1956
- Königslutter, Lower Saxony, Đức, từ năm 1961
- Padasjoki, Phần Lan, từ năm 1974
- Koło, Poland, từ năm 1999